# دهستان سراوان
سراوان دهستانی است از توابع بخش سنگر شهرستان رشت در استان گیلان ایران. این دهستان از شمال با دهستان اسلام‌آباد، از شرق با دهستان بلوکات، از غرب با دهستان لاکان و از جنوب با دهستان بلوکات و دهستان رستم‌آباد شمالی هم‌مرز است.

## روستاها
- روستای امام زاده هاشم
- روستای گلسرک
- روستای سراوان
- روستای قاضیان
- روستای جوکول بندان
- روستای کچا
- روستای موشنگا

## جمعیت
این دهستان براساس سرشماری عمومی نفوس و مسکن (۱۳۹۵)، دارای ۴٬۲۳۳ خانوار و جمعیت ۱۲٬۵۸۶ نفری (۶٬۴۰۱ مرد و ۶٬۱۸۵ زن) است.

## امکانات
دهستان سراوان دارای ایستگاه آتش‌نشانی، پاسگاه نیروی انتظامی، پاسگاه پلیس‌راه، پایگاه هلال احمر، پایگاه اورژانس، مرکز خدمات جامع سلامت روستایی، مرکز مخابرات، دفتر پیشخوان دولت، پوشش اینترنت ADSL(ثابت) و 4G(همراه)، بانک، پارک، پارک جنگلی، گاز، اداره برق، مدرسه (تمامی مقاطع تحصیلی)، آب قابل شرب، سالن ورزشی، موزه میراث روستایی، پمپ بنزین، آزمایشگاه، مطب پزشک عمومی، دامپزشکی، داروخانه و … می‌باشد.

## کوه زباله
مردم دهستان سراوان بیش از ۵۰ سال است که دچار معضل دفن‌گاه زباله سراوان هستند. در تیر ماه ۱۳۶۳ در جلسه ای با حضور فرماندار رشت و شهردار رشت و مدیرکل اداره منابع طبیعی گیلان و نماینده رهبر جمهوری اسلامی ایران در استان گیلان(آیت الله احسانبخش) مقرر شد که اداره منابع طبیعی گیلان، بیش از ۵ هکتار از جنگل‌های دهستان سراوان را به شهرداری رشت برای دفن زباله تحویل دهد که البته با دو شرط ۱- عرصه موقتاً تحویل شهرداری شود و ۲- شهرداری خود راساً اقدام به احداث و تعرض جاده نکند این تصمیم گرفته شد. در سال ۱۳۷۰ منابع طبیعی طی نامه ای به شهرداری رشت، فرمانداری رشت و نماینده رهبر جمهوری اسلامی ایران در استان گیلان هشدار داد که شهرداری به تعهداتش عمل ننموده و آب‌های سطحی و زیرزمینی و هوای جنگل سراوان آلوده شده است و خواستار توقف دفن زباله در دفن‌گاه زباله سراوان و تجدید نظر در محل دفن‌گاه شد اما کسی اقدامی نکرد و در کمال تعجب شهرداری وقت، ۳ هزار متر مربع دیگر از جنگل را نیز تصرف نمود!
این اقدامات خلاف قانون تا جایی ادامه یافت که هم‌اکنون دفن گاه زباله سراوان به ارتفاعی بالاتر از برج آزادی رسیده است! و در رسانه‌ها به کوه زباله سراوان شهر دارد.
شیرابه‌های سمی ناشی از کوه زباله سراوان باعث آلودگی شدید خاک و آب منطقه و حتی شهر رشت و تالاب انزلی شده است.
با گرم شدن هوا، بوی نامطبوع غیرقابل تحمل و هجوم شدید مگس‌ها به مردم منطقه هر چندسال موجب خشم گسترده مردم و اعتراضات خیابانی می‌شود که سرانجام با دخالت نیروی انتظامی و وعده‌های مسئولین (که آخرین وعده پایان یافتن تخلیه زباله در سایت زباله سراوان در سال ۱۴۰۲ است) و توزیع حشره کش و چسب مگس و سم پاشی خانه‌ها و … پایان می‌یابد!